# Aphaenogaster lustrans
Aphaenogaster lustrans är en myrart som beskrevs av Smith 1961. Aphaenogaster lustrans ingår i släktet Aphaenogaster och familjen myror. Inga underarter finns listade i Catalogue of Life.

## Bildgalleri

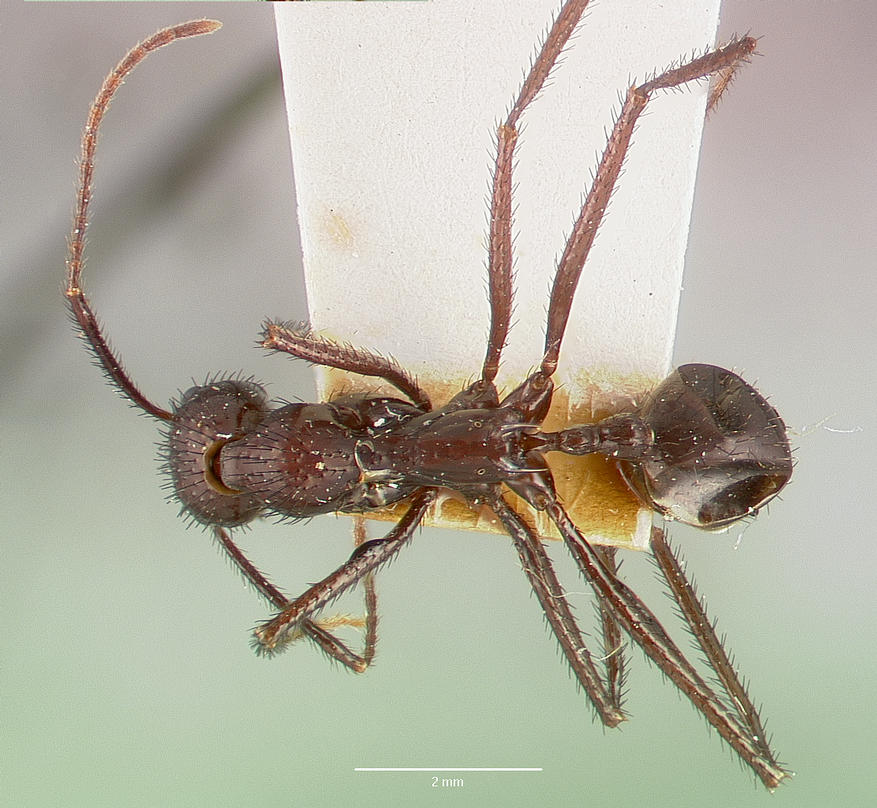
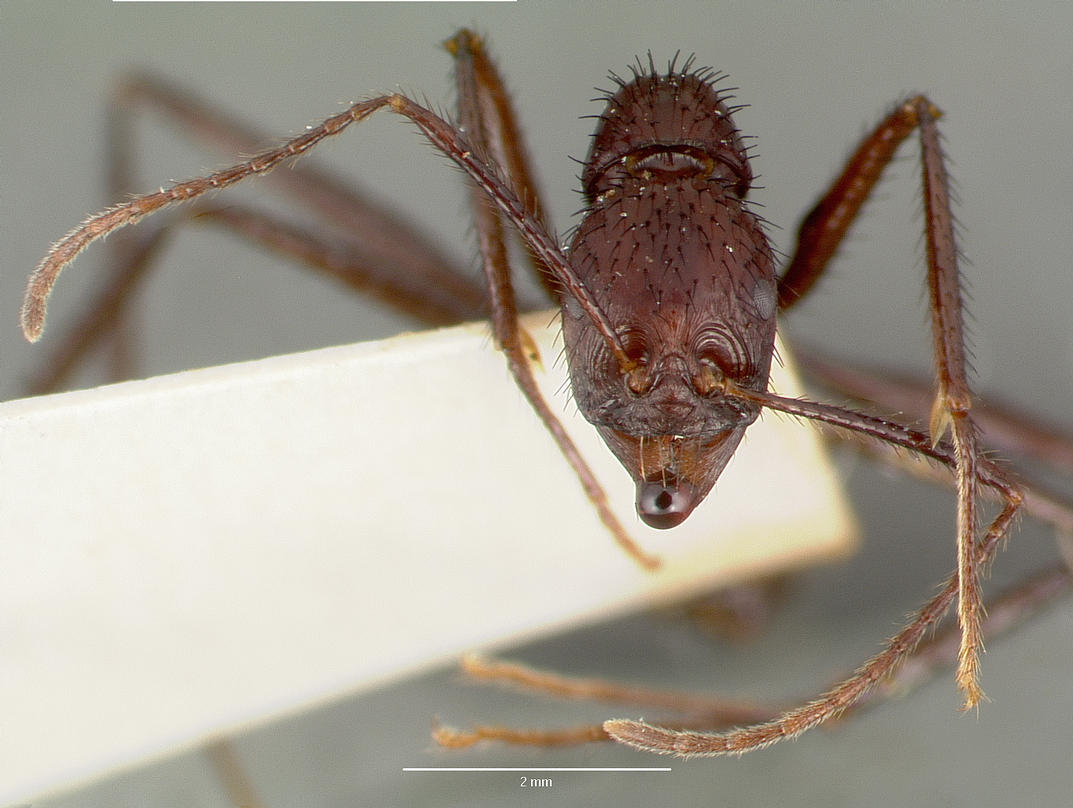
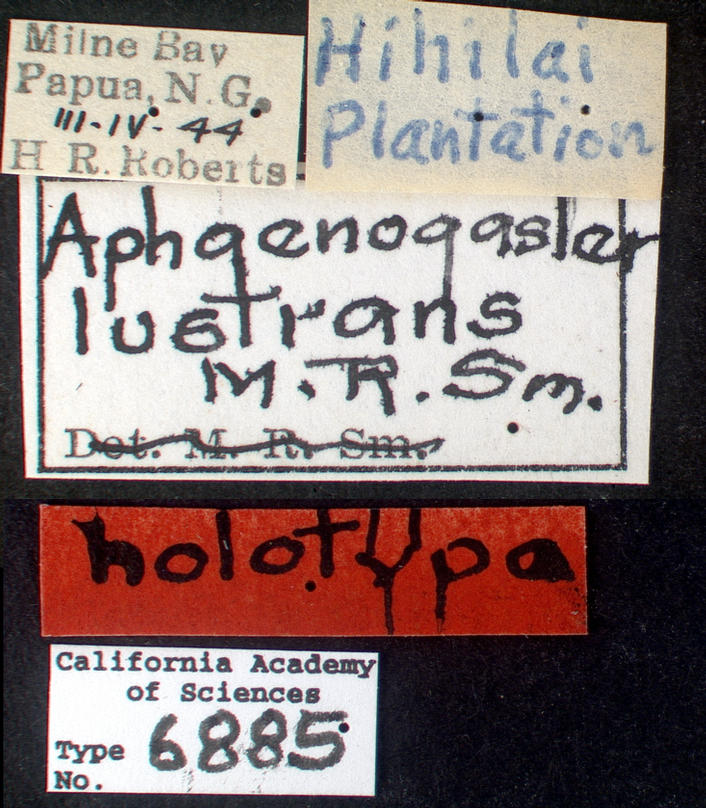
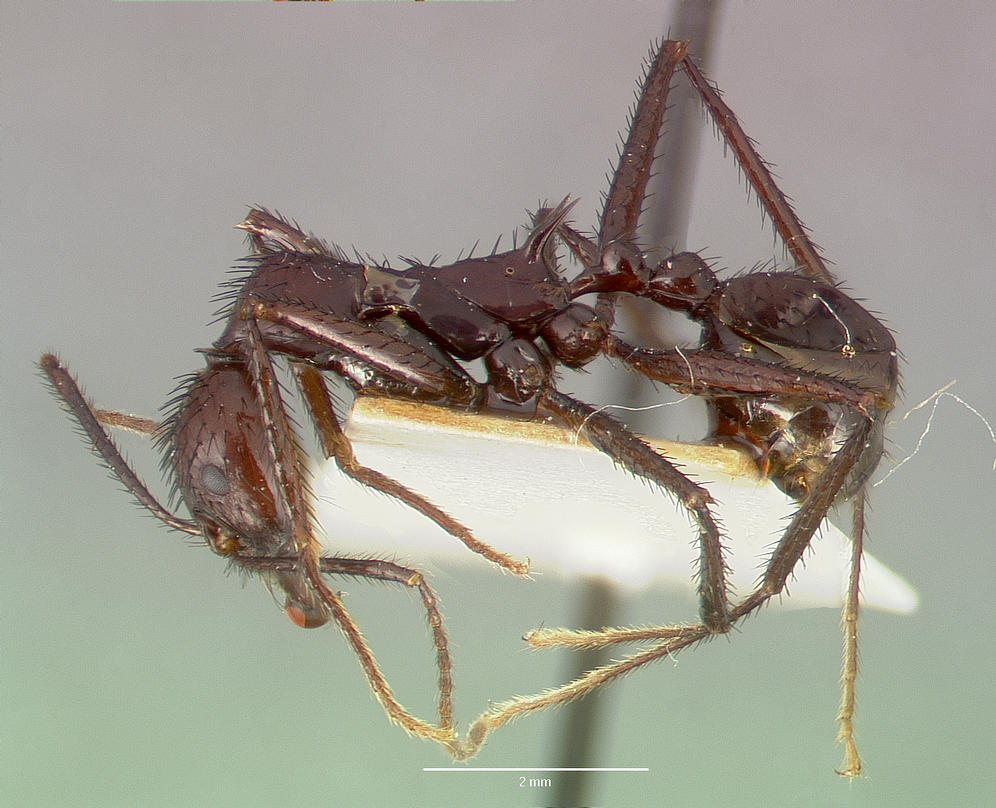